# 梁瑛
梁瑛（1191年—1256年），元朝将领，汾州平遥县（今山西省平遥县）人。
梁瑛有勇力，善骑射。1218年，率众归降木华黎，授元帅左监军，使他攻未下的城堡。他招怀降附，很得人心。1219年，跟随按陳从回牛、凤栖二岭出兵，攻克平阳、霍州、晋安、沁州、潞州等数十州县。又过太行山，攻略怀州、孟州等州。1220年，跟随木华黎入陕西，天寒，黄河冰合，攻克祯州，擢升为征行都元帅，佩虎符，以平遥县行平安州事，梁瑛驻守。1228年，金朝攻克平阳、太原，摄国王按扎儿派梁瑛会兵抵御。将金兵击退。1229年，入觐窝阔台，特授御前千户，佩金符。1230年，随窝阔台南征，至凤翔，梁瑛率部西略宋地，攻克西和、兴元十余城。1232年，参与三峰山之战。建议杀降不祥，隶属于他麾下之人，全得免死。1239年，跟随塔海绀卜攻打宋朝蜀地，攻略重庆、万州，在夔州击败宋军，擢升为征行万户，留镇興元府。又参与围资州，劝阻坑杀之议。1241年，攻打成都，南宋制置使丁黼在夜间于石笋街出战，败死，攻克成都城。1242年，南宋收复成都，梁瑛与先锋秃薛擒获宋朝制置使陈隆之，再克成都。1247年，梁瑛告老，蒙古朝廷不允，以梁瑛充西京、平阳、太原、京兆、延安正路万户，治所在太原。其子梁翼，袭行军千户。梁瑛以太原刚刚安定，民多流散，奏请三年免税，于是四方流民回来有三万余户，1256年去世，年六十六岁。长子梁翼，由千户官至成都转运使，次子梁羽，官至太原路行军千户，三子梁天翔。